# ジョイカード (交通プリペイドカード)
ジョイカードは、かつて仙台市交通局と宮城交通が発行していた磁気式乗車カード（ストアードフェアシステムのプリペイドカード）である。

## 概要
3,000円（利用額3,300円）と5,000円（利用額5,500円）の2種類で発売されていた。スキップカードとは違い、乗継割引は適用されない。これは二重割引を避けるためである。
宮城交通では、スキップジョイカードの名称で発売されていた。当初は仙台市交通局発行のものもスキップジョイカードの名称だったが、2004年（平成16年）にデザインが変更され、ジョイカードに名称変更された。また、カードの割引率が9.1％引きに引き上げられたため、自動券売機による回数券の発売が廃止されている。
両社とも、未使用分や途中使用分の払い戻しは不可としている。

## 適用路線
- 仙台市地下鉄
- 仙台市営バス
  - 全線（るーぷる仙台を除く）
- 宮城交通
  - 全線（高速バスを除く）
- ミヤコーバス
  - 塩釜営業所管内
  - 名取営業所管内
  - 吉岡営業所管内
  - 村田駐在所管内（永野線を除く）

## スキップカードとの利用比較
地下鉄とバスを乗り継ぐ場合、乗継割引は適用されないものの、5,000円のジョイカード（利用額5,500円）とバスカード5,000円（利用額5,850円）と組み合わせて使用した場合、乗継割引を適用した場合よりも割引率が高い。
- （例）仙台駅から将監団地へ行く場合
  - 現金またはスキップカードによる利用
    - 仙台→泉中央（地下鉄）290円＋泉中央駅→将監十二丁目（バス）160円-40円（割引）=410円

  - ジョイカードとバスカード（メルシーカード）を組み合わせて利用
    - 仙台→泉中央（地下鉄1回あたり）263.64円＋泉中央駅→将監十二丁目（バス1回あたり）136.75円=400.39円

## 販売箇所
- 仙台市交通局
  - 泉中央駅・勾当台公園駅・仙台駅・長町南駅の乗車券発売所
  - 交通局乗車券発売所
  - 旭ヶ丘バスターミナル
  - 市バス各営業所・出張所
  - 仙台駅西口バスプール案内所
  - 地下鉄駅カード販売機
  - 地下鉄駅務室窓口
  - 地下鉄駅売店
  - 委託発売所
- 宮城交通
  - 仙台駅前西口案内所
  - 長町南駅定期券発売所
  - 泉中央駅定期券発売所
  - 富谷営業所
  - ミヤコーバス吉岡営業所
  - ミヤコーバス名取営業所
  - ミヤコーバス塩釜営業所
  - 委託発売所

## IC乗車カード導入への動き
2014年（平成26年）12月に仙台市地下鉄南北線、2015年に仙台市地下鉄東西線と市営バス、および宮城交通の路線バスに、IC乗車カードicscaを導入。これに伴い、2015年12月6日の東西線・仙台市営バスへのicsca導入開始とともに販売停止となった。
2016年10月31日には磁気カード乗車券の利用が停止され、同年10月1日より5年間、無手数料で払戻による対応に切り替えられる。払戻額は、使用しているものは残額から販売額面に応じたプレミア分を除した金額、未使用分は販売額免満額が払戻される。